# Kroyera carinata
Kroyera carinata är en kräftdjursart som beskrevs av Charles Spence Bate 1857. Kroyera carinata ingår i släktet Kroyera och familjen Oedicerotidae. Inga underarter finns listade i Catalogue of Life.